# آ ريوبامبية
آ ريوبامبية (الاسم العلمي: Aa riobambae) هو نوع، في جنس آ، وضع التسمية العلمية رودولف شليتشتر، وذلك في  1921.